# リスの怪獣退治
『リスの怪獣退治』（リスのかいじゅうたいじ）または『子リスの怪獣退治』（こリスのかいじゅうたいじ、原題：Dragon Around）は、ウォルト・ディズニー・プロダクション（現：ウォルト・ディズニー・カンパニー）が製作したアニメーション短編映画作品。1954年7月16日公開。ドナルドダック・シリーズの第114作である。

## あらすじ
デールがおとぎ話を読んでいると本当に絵本から出てきたようにドラゴンが現れた。驚いたデールはチップを呼ぶのだが、そのドラゴンの正体は高速道路建設の為にドナルドが乗り込んでいる油圧ショベルだったのである。

## スタッフ
- 監督：ジャック・ハンナ
- 脚本：ニック・ジョージ、ロイ・ウィリアムズ
- 音楽：オリバー・ウォレス
- 原画：ビル・ジャスティス、ヴォルス・ジョーンズ
- 背景：レイ・ハッフィン
- 美術：エール・グレイシー
- 効果：ダン・マクマニュス

## キャスト
| キャラクター   | 原語版                   | 旧吹き替え版 | 新吹き替え版 |
| -------------- | ------------------------ | ------------ | ------------ |
| ドナルドダック | クラレンス・ナッシュ     | 関時男       | 山寺宏一     |
| チップ         | ジェームズ・マクドナルド | 土井美加     | 滝沢ロコ     |
| デール         | デジー・フリン           | ?            | 稲葉実       |
| ナレーション   | -                        | 江原正士     | -            |

## 日本での公開
『チップとディールの怪獣をやっつけろ!』と改題し、1976年3月13日公開の「東宝チャンピオンまつり」で上映。同時上映は次の7作。
- 『ピーター・パン』
- 『ドナルド・ダックの人喰いサメ』
- 『ドナルド・ダックのライオン大騒動』
- 『ミッキー・マウスのがんばれ!サーカス』
- 『元祖天才バカボン』
- 『勇者ライディーン』
- 『タイムボカン』
- 『およげ!たいやきくん』

## 収録
- 『アニメ・フェスティバル|Ⅲ|』（VHS、ポニー、英語版）
- 『アニメフェスティバル③』（VHS、バンダイ、旧吹き替え版）
- 『チップとデールの大冒険』（VHS、ポニー、旧吹き替え版）
- 『夢と魔法の宝石箱 チップとデール』（VHS、DHV Japan, Ltd.、新吹き替え版）
- 『Disneyゆかいな仲間たち ミッキーたちのハッピーホリデー』（VHS、ブエナ ビスタ ホーム エンターテイメント、1998年発売、新吹き替え版）
- 『Disneyゆかいな仲間たち チップとデール』（VHS、ブエナ ビスタ ホーム エンターテイメント、2000年・2001年発売、新吹き替え版）
- 『チップとデール 森は大さわぎ！』（DVD、ブエナ ビスタ ホーム エンターテイメント、2005年発売、新吹き替え版）